# 克滕
克滕（發音：[ˈkøːtn̩] ⓘ；1885年–1927年官方拼写为；又译科滕、科腾），全称安哈尔特地区克滕（德語：Köthen (Anhalt)），是德国萨克森-安哈尔特州安哈尔特-比特费尔德县的县治，位于哈雷以北30千米，总面积78.42平方千米，2023年12月31日总人口为24,974人。巴赫曾在这里写下了《平均律键盘曲集》和《勃兰登堡协奏曲》；此外，德国历史最悠久的语言学会——丰收学会亦建立于克滕。
克滕交通便利，位于多条铁路线上。该地是安哈尔特应用技术大学（Hochschule Anhalt）的主校区所在地，许多中国学生在此就读大学及预科。

## 地理

### 地理位置与气候

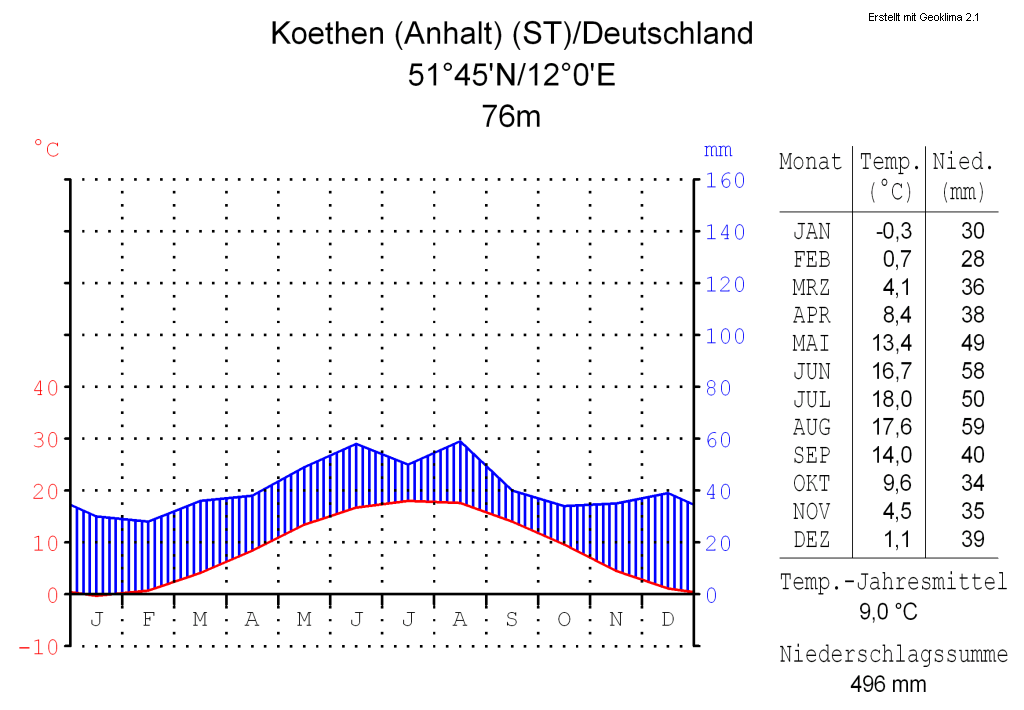
克滕气候图

克滕位于肥沃的克滕平原中心，马格德堡以南，哈雷以北，德绍-罗斯劳以西，贝恩堡以东。易北河中游地区景观河道生物圈保护区起于其所在的安哈尔特-比特费尔德县北部，富讷河支流齐特河流经克滕城北。位于马格德堡平原黑土地中部的克滕郊区拥有最好的农业土地。其西的哈茨山的雨影区为全德降水量最少地区。
克滕的平均气温为9.0 °C，年降水量496毫米，文献记载的最低气温为1929年2月21日的−27,9 °C。

### 行政区划
下列地方隶属于克滕：
- 克滕（主城）
- 阿伦斯多夫（Arensdorf）
- 巴斯多夫（Baasdorf）
- 栋多夫（Dohndorf）
- 加伦多夫（Gahrendorf）
- 霍斯多夫（Hohsdorf）
- 勒布尼茨安代林德，包含文多夫

（Löbnitz an der Linde mit Wenndorf）
- 梅尔钦 （Merzien）
- 维尔克尼茨（Wülknitz）
- 采林根（Zehringen）

1923年起，戈伊茨（Geuz）与克莱普齐希（Klepzig）并入克滕。1961年起，波斯特（Porst）与埃尔斯多夫（Elsdorf）成为克滕城区。梅尔钦同采林根与霍斯多夫则于1994年，其他地方于2004年并入克滕。

## 历史

### 史前与古典时代
克滕地区最古老的人类存在证据是收藏在克滕宫的史前藏品中的25万年前旧石器时代的猎人的手斧，此外这里还发掘有来自大约一万年前中石器时代的驯鹿猎人的箭镞。这里有着来自不同文明的定居点，早在五千年前农牧业就已出现。 邻近克滕郊区的附近众多考古遗址表明，在欧洲民族大迁徙的数千年以前，这里就已有人类定居活动。公元180至450年间，日耳曼部落黑蒙杜伦（德语：Hermunduren）和塞姆诺嫩（德语：Semnonen）在克滕地区定居。
大约在6世纪，斯拉夫部落第一次侵入克滕地区，并在现有设施的基础上建造了他们的丘堡。卡洛林王朝的征服始于800年以后，其于839年征服了位于今克滕南部的克西茨的斯拉夫国王城堡。位于萨勒河、穆尔德河、易北河和富讷河之间四边形区域的塞里蒙特大区（Gau Serimunt）在11世纪发展为阿斯坎尼家族的统治中心。在接下来的几个世纪里，斯拉夫人和日耳曼人一同生活，直到1293年，斯拉夫部落所使用的索布语才被安哈尔特的法院许可。

### 中世纪

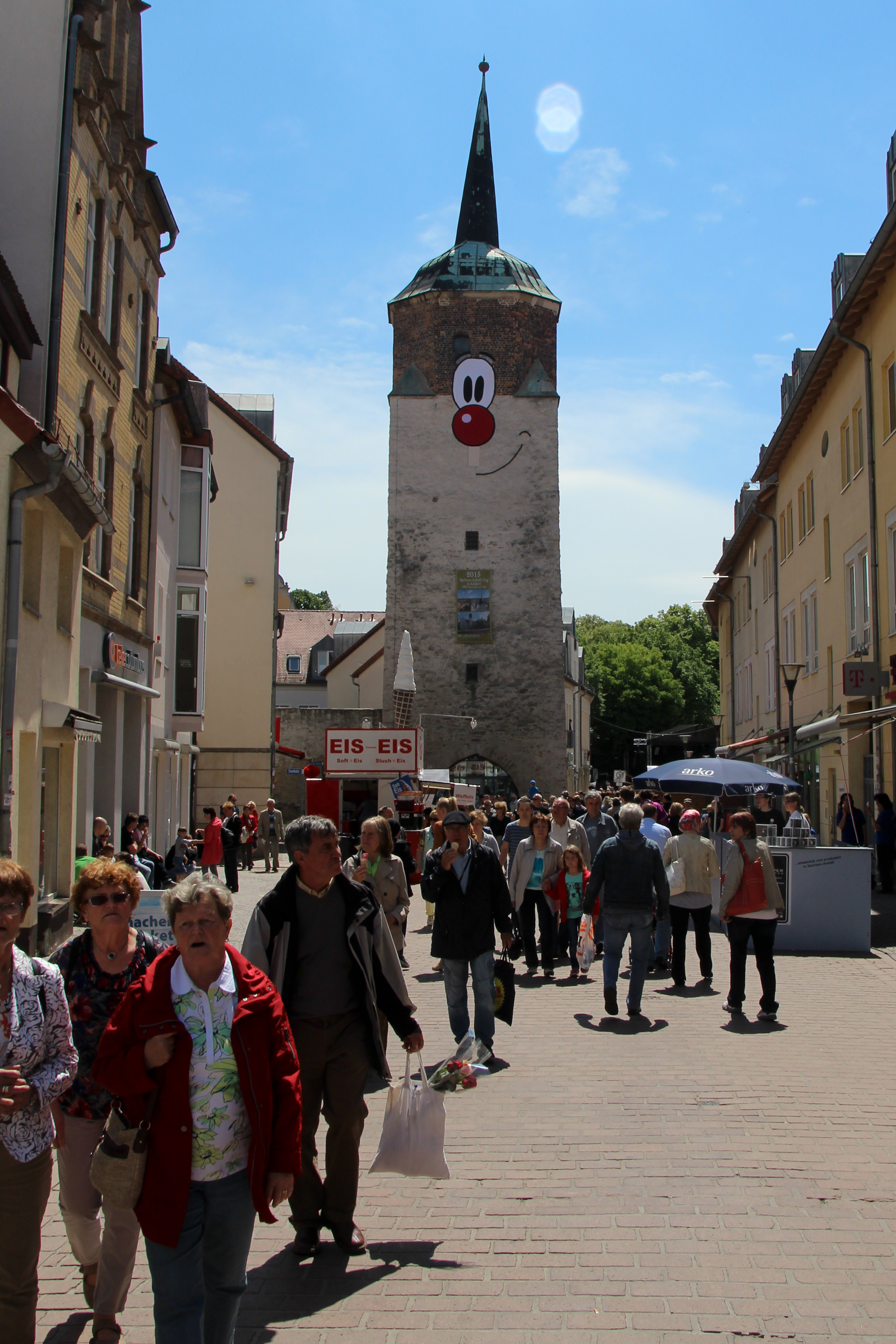
1462建成的哈雷塔

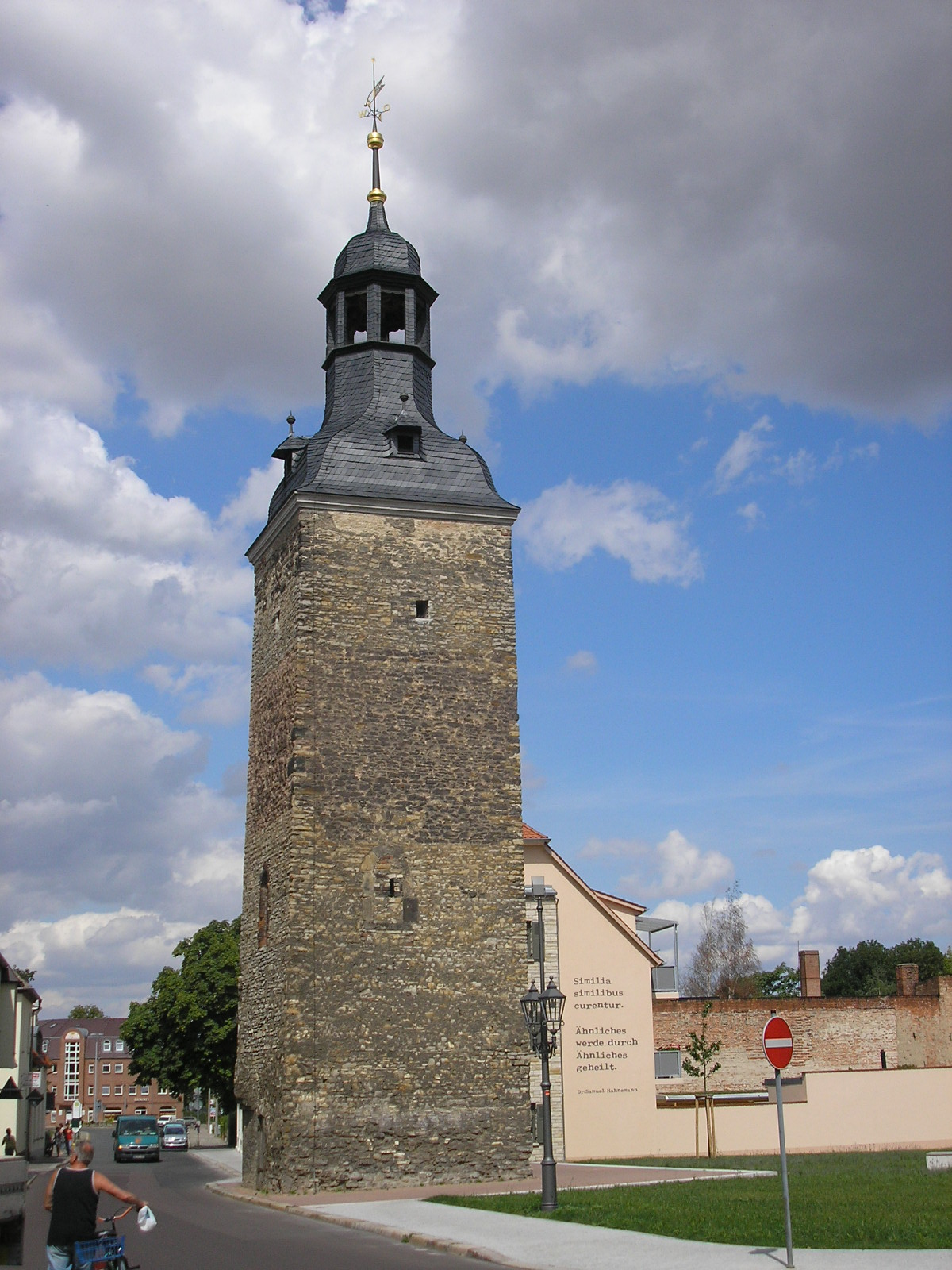
1562建成的马格德堡塔

1115年，“克滕”一名在几部编年史中首次出现，书中称阿斯坎尼家族的奥托“在被称为Cothen的地方”（„bei dem Orte, der Cothen heißt“）与嗜好抢掠的斯拉夫人作战。1156年，“克滕领主”（„Herren von Köthen“）被提及并被称为家臣（Ministeriale）。1160年，侯爵造币厂建于克滕，其在1170至1180年进行克滕伯恩哈德薄币（Köthener Bernhards-Brakteaten）和芬尼的铸造。
克滕在1194年就已有自己的谷物度量单位——克滕马尔特与克滕谢弗尔（Köthener Malter und Scheffel）。 1244年，克滕的行政长官首次被提及。1290年，卡尔伯附近的神悯修道院（Kloster Gottesgnaden）得到了克滕圣雅各布教区的支持。1295年，阿斯坎尼家族统治克滕，伯爵阿尔布雷希特一世（Albrecht I）将自己的住所迁至旧堡（alte Burg，其烧毁于1547年）。1313年，克滕首次被称为“civitas”，即一个拥有一定权利的围有城墙的城市。1323年，一个由12人组成的理事会在文件首次出现，其处理各种金融、经济和防卫政策之事务。第一届理事会成员的名字不详，1391年起，理事会成员们的名字才得以知晓，这一年的市长为汉斯·门维茨（Hans Menwitz），财务官（Kämmerer）为西门·施罗德（Simen Schroder），外围工事主管人（Vorwerksverwalter）为克劳斯·敦内韦特（Klaus Dunnewert）。
后来的东克滕（Osterköthen）于1339年以“Ost-Kotene”的写法首次出现。克滕首个有文件记载的同业公会（Innung）的是面包师公会，其公会规章（Innungsbrief）由安哈尔特的约翰一世侯爵于1373年4月29日签发。1377年，克滕新城首次被提及，其兴建于最初的城墙前。1391年，一些机构和城区首次被列入文件中，其中包括在今天的瑙曼学校（Naumann-Schule）所在地段的一座学校、克滕唯一的公会楼（其属于鞋匠公会）以及新集市区（Neumarkt）、哈雷区（Hallesches Viertel）、马格德堡区（Magdeburger Viertel）和沙劳恩区（Schalaunisches Viertel）等城区。1396年，克滕的一座城堡在文件中首次被提及。根据考古发现，人们猜测，在阿斯坎尼家族到来之前，这里就已存在一座斯拉夫人的城堡。
1400年，圣雅各布教堂从旧有教堂的墙基开始修建。在1406年，克滕被马格德堡大主教施瓦茨堡伯爵金特二世（Günther II., Graf von Schwarzburg）围攻，当时尚在修建中的教堂的北侧墙中嵌入了一个那时的铁球炮弹以作为纪念。1445年，皇帝腓特烈三世以一个来自拉德加斯特的叫康拉德的人（Conrad aus Radegast）犯下的罪行为由，对整个克滕城下达了帝国法律保护剥夺令（Reichsacht），剥夺令持续了长达20年之久，而他犯下的罪行人们无从知晓。1450年，鼠疫侵袭了这座城市，在这之后鼠疫又于1598年、1636年、1681-1683年多次爆发。1457年，克滕第二个市政厅在前一个市政厅的所在地建成。1462年，存在至今的哈雷塔（Hallesche Turm）建成，而同样至今仍在的马格德堡塔（Magdeburger Turm）则是在1562年以一个旧有的塔为基础重新建立的。1484年，新城获得了克滕周围护城河的捕鱼权。1494年，圣母小教堂（Marienkapelle）首次被提及，其后于1785年被拆除。

### 近现代

#### 21世纪
2007年1月18日，原建于17世纪的丰收学会以“克滕新丰收学会——德语语言维护联合会”（Neue Fruchtbringende Gesellschaft zu Köthen – Vereinigung zur Pflege der deutschen Sprache）之名在克滕重新建立。2007年7月1日，克滕成为新成立的安哈尔特-比特费尔德县的首府。2008年3月29日，克滕宫新音乐厅举办了一场庆典音乐会。
顺势疗法创立者萨穆埃尔·哈内曼曾在克滕工作数年。2013年3月16日，国际顺势疗法医学联盟（Liga Medicorum Homoeopathica Internationalis）将其总部迁至克滕，这使得克滕获得了“世界顺势疗法之都”之称。
2015年，克滕900周年纪念邮票发行。

### 城区划入
1994年8月8日，梅尔钦同采林根与霍斯多夫并入克滕；阿伦斯多夫、加伦多夫、巴斯多夫、栋多夫、勒布尼茨安代林德和维尔克尼茨则于2004年1月1日并入。

### 人口发展
| - 1391: 1190 - 1577: 1340 - 1612: 1840 - 1788: 5504 - 1800: ≈ 5000 - 1818: 6035 - 1848: 7637 - 1871: 13564 - 1890: 18215 - 1900: 22092 - 1910: 23410 - 1914: 23099 - 1918: 19684 - 1928: 26684 - 1940: 34605 - 1946: 42588 | - 1950: 39365 - 1971: 36624 - 1985: 35210 - 1990: 33097 - 1994: 32042 - 1995: 33878 - 2000: 31714 - 2003: 30667 - 2004: 31517 - 2008: 29800 - 2009: 29466 - 2010: 29122 - 2013: 28125 - 2015: 27788 - 2016: 26281 - 2017: 26157 |

1. ↑  梅尔钦并入克滕
2. ↑  阿伦斯多夫、加伦多夫、巴斯多夫、栋多夫、勒布尼茨安代林德和维尔克尼茨并入克滕

## 政治

### 市议会
议会由市长和36名议会议员组成。2019年5月26日的市政选举分配席位如下：
|      | 基民盟 （CDU） | 左翼党 （Die Linke） | 社民党 （SPD） | 德國另類選擇（AfD） | BI A-K/WLS | 自民党 （FDP） | IG BfG | 绿党 （Grüne） |
| ---- | -------------- | -------------------- | -------------- | ------------------- | ---------- | -------------- | ------ | -------------- |
| 2019 | 8              | 8                    | 7              | 5                   | 2          | 2              | 2      | 2              |

(BI A-K/WLS = Bürgerinitiative Anhalt-Köthen / Wählergruppe Sport（安哈尔特-克滕市民自发组织 / 选民团运动）)
(IG BfG = Interessengemeinschaft Bürger für Köthen（克滕市民利益协会）)
市长为克里斯蒂娜·布赫海姆（Christina Buchheim，左翼党），市议会主席为格奥尔格·黑格（Georg Heeg，CDU）。

### 纹章

纹章

银白色背景，一面有城垛和黑色墙缝的红色城墙，敞开的红色大门，升起的蓝色吊门，三个有城垛、黑色墙缝、各带一个窗口的红色塔楼，中间的塔楼更高更大，上有蓝色圆锥形尖顶和金色球型顶饰。

### 旗帜
上蓝下白，中间为城市纹章

### 姊妹城市

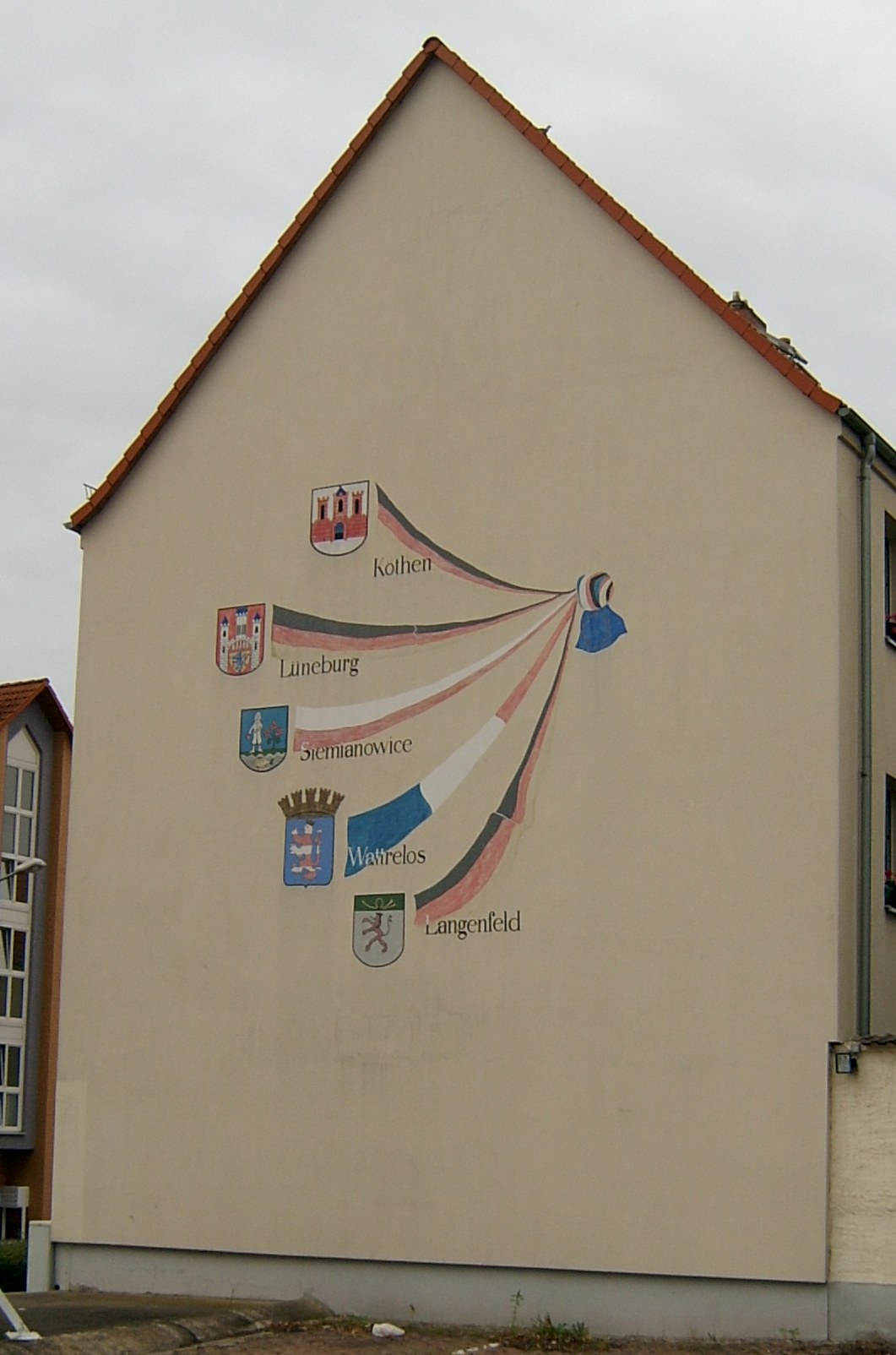
姊妹城市墙绘

#### 伙伴城市（Städtepartnerschaften）
- 法國 瓦特勒洛
- 波蘭 希隆斯克地區謝米亞諾維采

#### 友好城市（Städtefreundschaften）
- 德国 莱茵兰地区朗根费尔德
- 德国 吕讷堡

## 文化与景点

### 博物馆与旧址
- 瑙曼博物馆（Naumann-Museum），世界上唯一的鸟类学历史博物馆，位于克滕宫的费迪南德楼（Ferdinandsbau）[16]
- 史前藏品陈列馆（Prähistorische Sammlung）
- 历史博物馆（Historisches Museum）
- 艾兴多夫故居（Eichendorff-Haus）
- 哈内曼故居（Hahnemann-Haus）
- 公主故居（Prinzessinhaus）
- 卢策医院（Lutze-Klinik）

### 图书馆

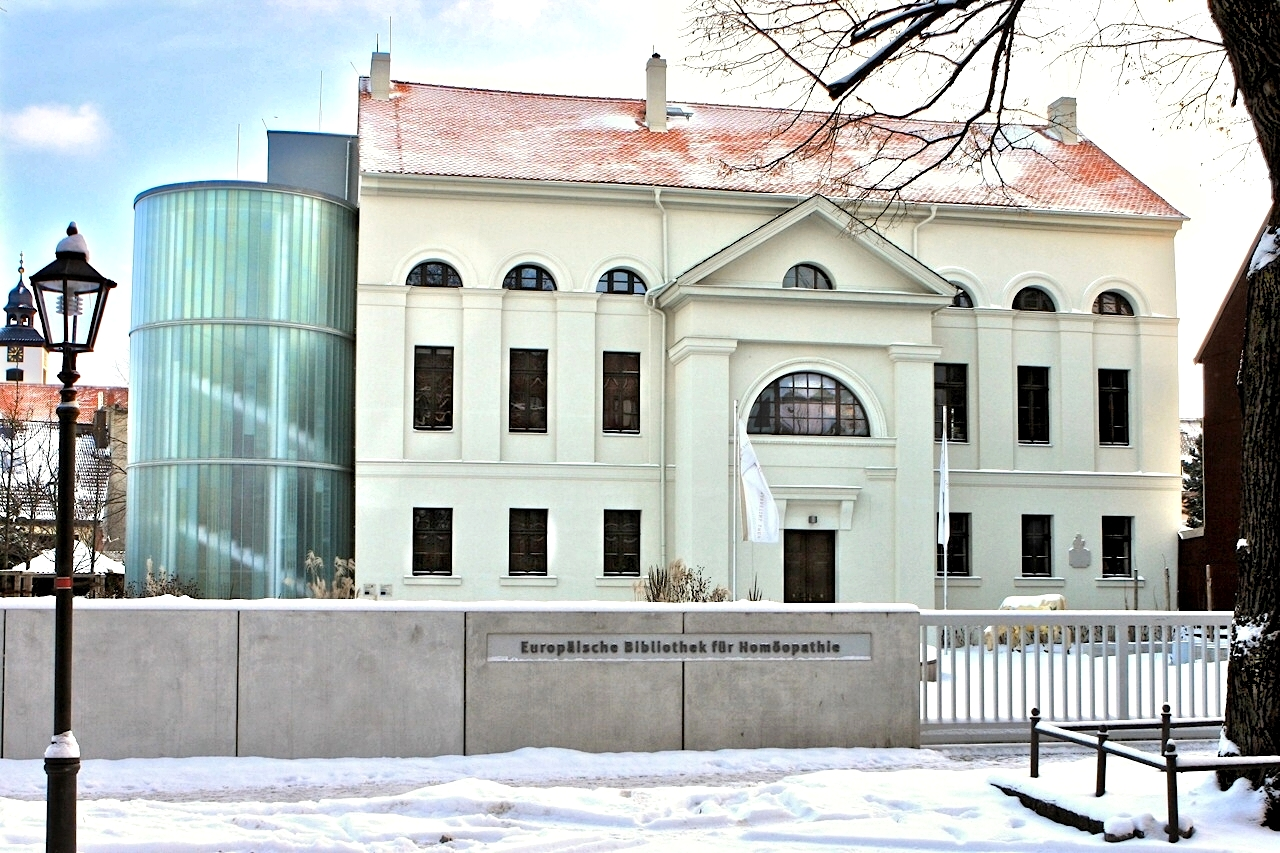
欧洲顺势疗法图书馆

- 城市图书馆（Stadtbibliothek）
- 欧洲顺势疗法图书馆（Europäische Bibliothek für Homöopathie）
- 安哈尔特应用技术大学图书馆（Hochschule Anhalt Hochschulbibliothek）

### 音乐
巴赫曾在克滕生活数年，写下了《平均律键盘曲集》和《勃兰登堡协奏曲》，所以克滕又有“巴赫城”（Bachstadt）之名。克滕巴赫节（Köthener Bachfesttage）自1967年以来一直于克滕举行，宫殿和城市教堂里提供丰富的音乐会节目。

### 德语
近代早期的第一个德语学会成立于克滕，这里也诞生了第一个德语教材出版商。2007年，克滕成立了“克滕新丰收学会——德语语言维护联合会”（Neue Fruchtbringende Gesellschaft zu Köthen – Vereinigung zur Pflege der deutschen Sprache），作为成立自17世纪的第一个语言维护协会——丰收学会的继承者。其于宫殿周围举办学生竞赛、克滕语言日和为期三天的德语公共节日。当地有一个“德语之家”（Haus der Deutschen Sprache）。2013年4月27日，德语奇遇世界（Erlebniswelt Deutsche Sprache）在克滕宫开业。

### 教堂

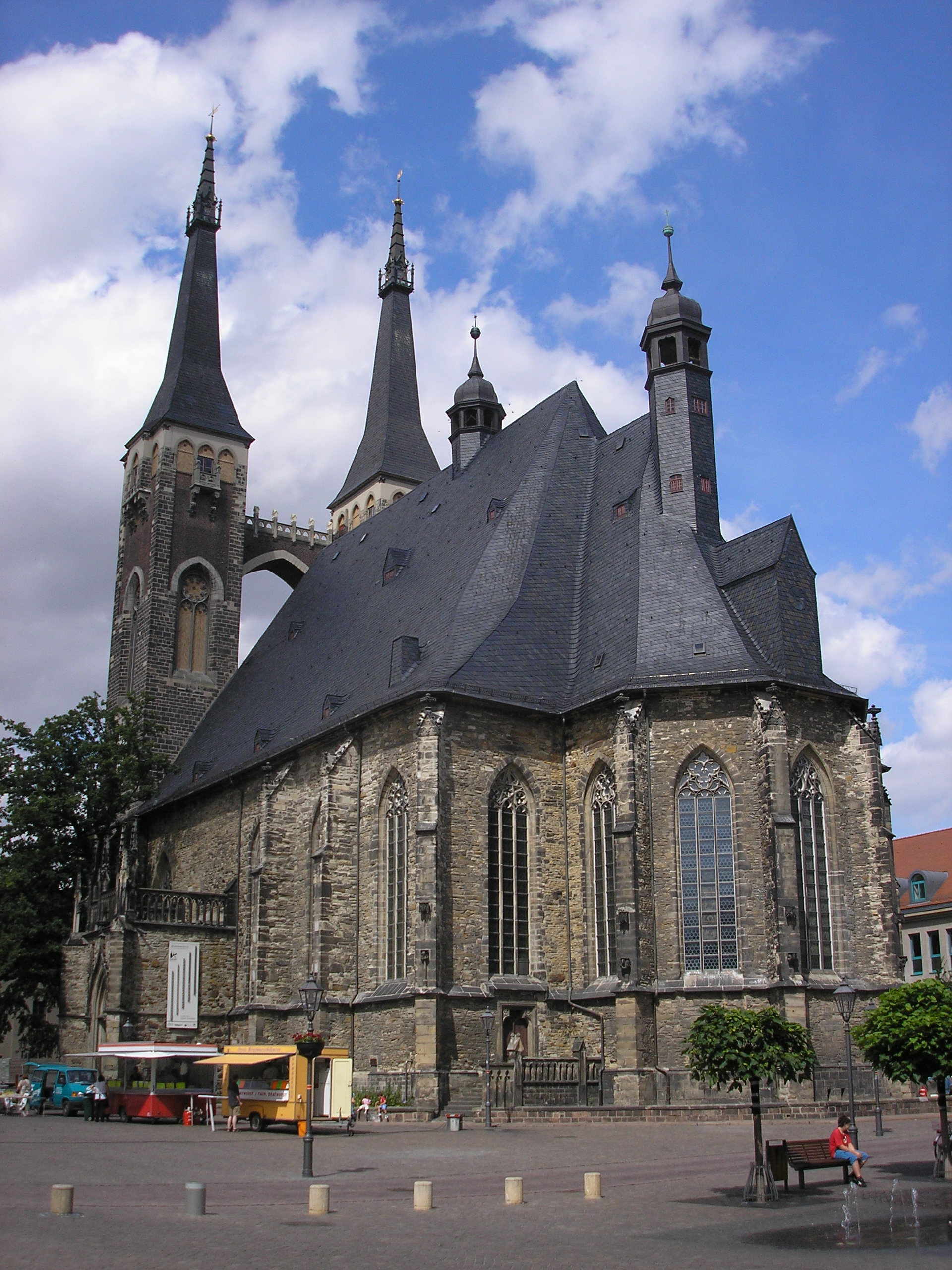
圣雅各布教堂

- 圣阿格努斯教堂（St. Agnus，又称“上帝的羔羊”教堂，建于1699年）：最初为路德宗之教堂，内有小卢卡斯·克拉纳赫所作的最后的晚餐图（作于1565年）、由安托万·佩内所绘的教堂资助者吉塞拉·阿格内斯公主（Gisela Agnes）的肖像（作于1713年）以及威廉·吕尔曼建造的管风琴（建于1881年）。濒临倒塌的教堂在德国纪念碑保护基金会（Deutsche Stiftung Denkmalschutz）的帮助下进行了翻修，在经过16年的施工后于2012年7月重获新生。[18]
- 圣雅各布教堂（St. Jakob，建于1400–1514）：最初为天主教堂，1525年后成为路德宗之教堂，1606年后成为福音派改革宗（evangelisch-reformiert）之教堂，内有安哈尔特-克滕侯爵家族的地下室墓室。1729年3月23日，于前一年逝世的利奥波德王子（Leopold von Anhalt-Köthen）转葬入教堂的地下室墓室，一天后巴赫为他演奏了《悲号吧，孩子们，悲号向全世界》（Klagt, Kinder, klagt es aller Welt，BWV 244a），即为人熟知的“克滕哀乐”（Köthener Trauermusik）。 其管风琴由弗里德里希·拉德加斯特建于1872年，是安哈尔特地区最具意义的管风琴。1896-1898年间由伯恩哈德·塞林指挥建造的双子塔是安哈尔特地区最高的教堂塔楼。贝特尔·托瓦尔森建造了洗礼池。
- 圣母升天教堂（St. Mariä Himmelfahrt，又称圣玛利亚教堂，建于1830年）：由戈特弗里德·班德豪尔建造的天主教堂，知名的古典教堂，管风琴由安东·法伊特制作，教堂地下室为侯爵的墓室
- 宫殿小教堂（Schlosskapelle，建于1747年）：内有约翰·米夏埃尔·霍彭豪普特建造的楼厢和约翰·克里斯托弗·楚伯比尔（Johann Christoph Zuberbier）建造的管风琴
- 圣安娜教堂（St. Anna）：天主教堂，1948-49年由曾经的“岩石地窖”餐厅（„Zum Felsenkeller“）改造而来[19]
- 圣马丁教堂（St. Martin，亦作Martinskirche，建于1912–1914年）：弗里德里希·戈特以新艺术风格建造的不寻常的教堂建筑，其中殿为圆形；今为青年活动中心

### 建筑
- 克滕宫（Schloss Köthen）
- 哈雷塔（Hallescher Turm）

克滕宫

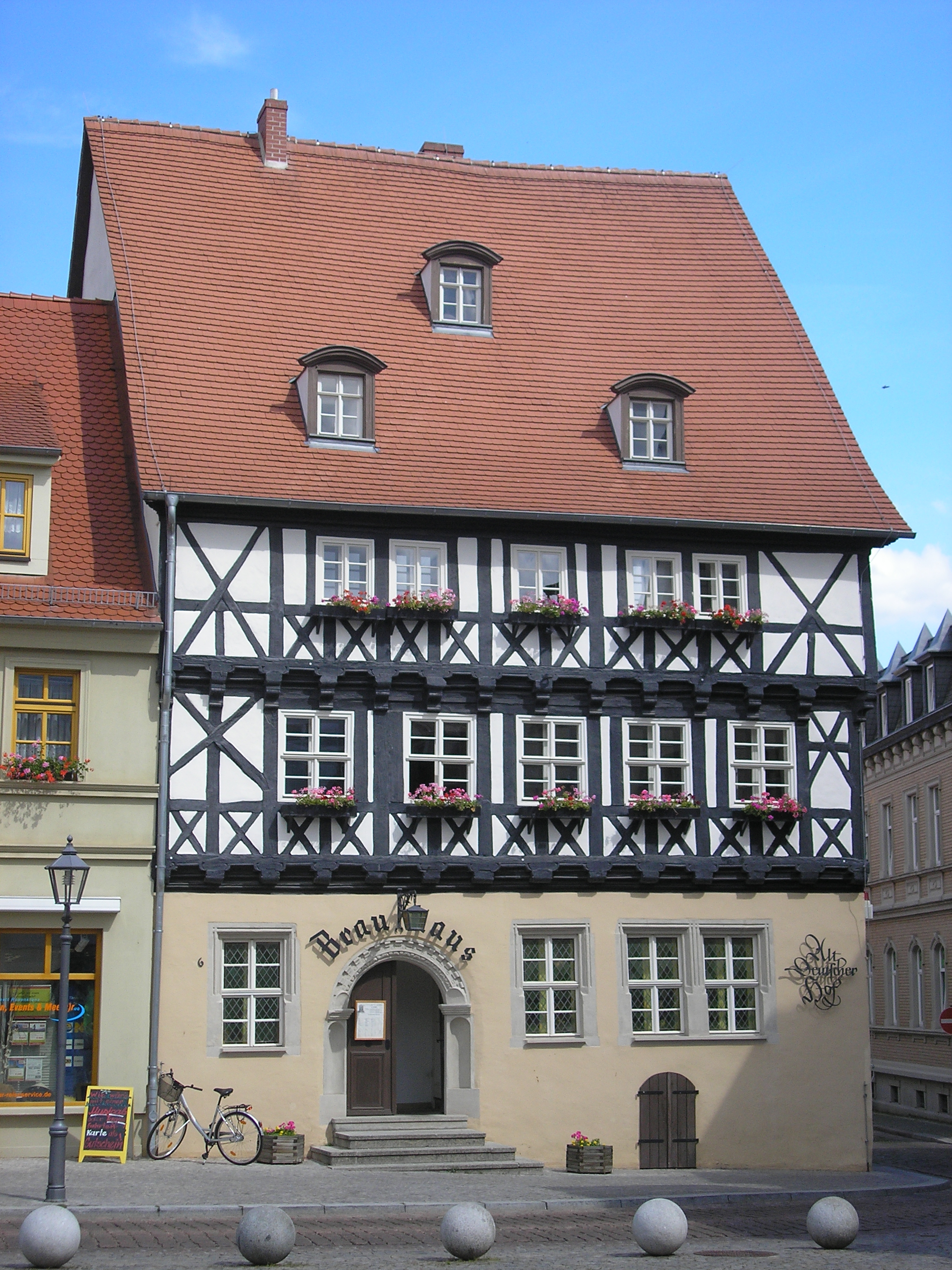
克滕啤酒屋

- 马格德堡塔（Magdeburger Turm）
- 雄狮药店（Löwenapotheke）
- 市政厅（Rathaus）
- 城市图书馆（Stadtbibliothek）
- 克滕啤酒屋（Brauhaus Köthen）

### 公园
- 新墓园（Neuer Friedhof）
- 和平公园（Friedenspark）

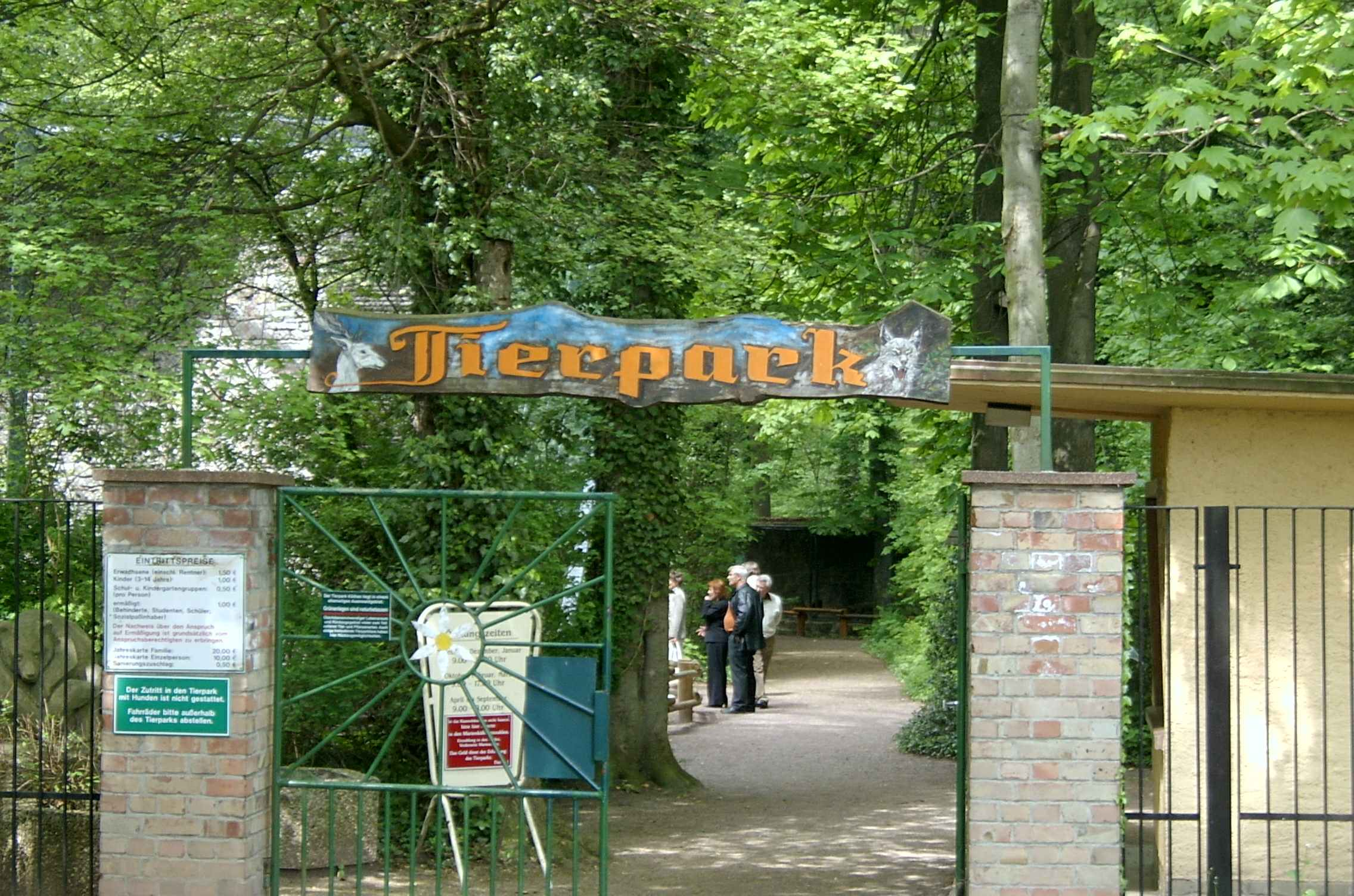
动物园（Tierpark）入口

- 克滕动物园（Tierpark Köthen）
- 雉鸡苑（Fasanerie）
- 城市公园（Stadt Park）
- 宫殿公园（Schlosspark）

### 纪念场所与墓地

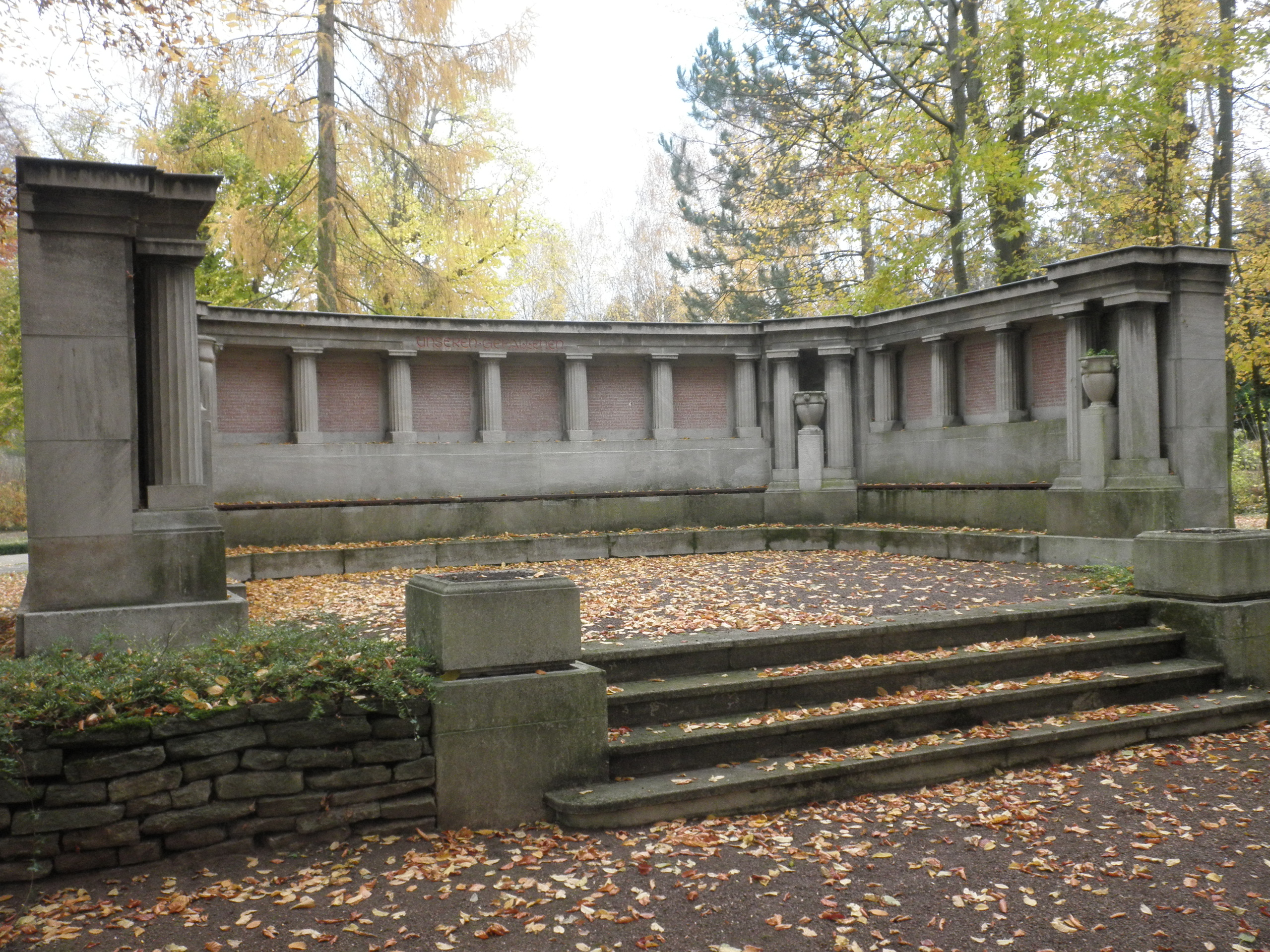
第一次世界大战烈士纪念碑

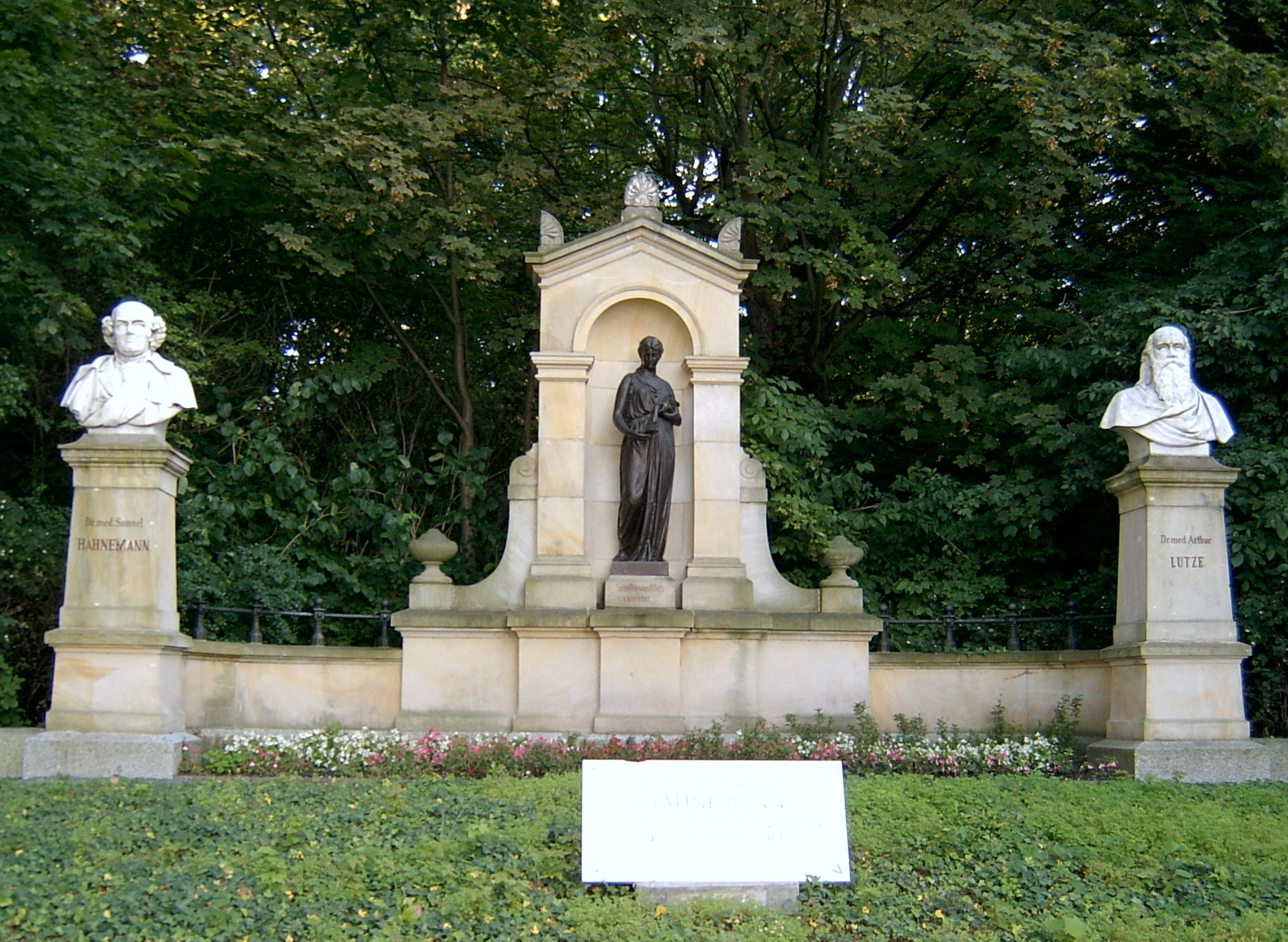
哈内曼-卢策纪念碑

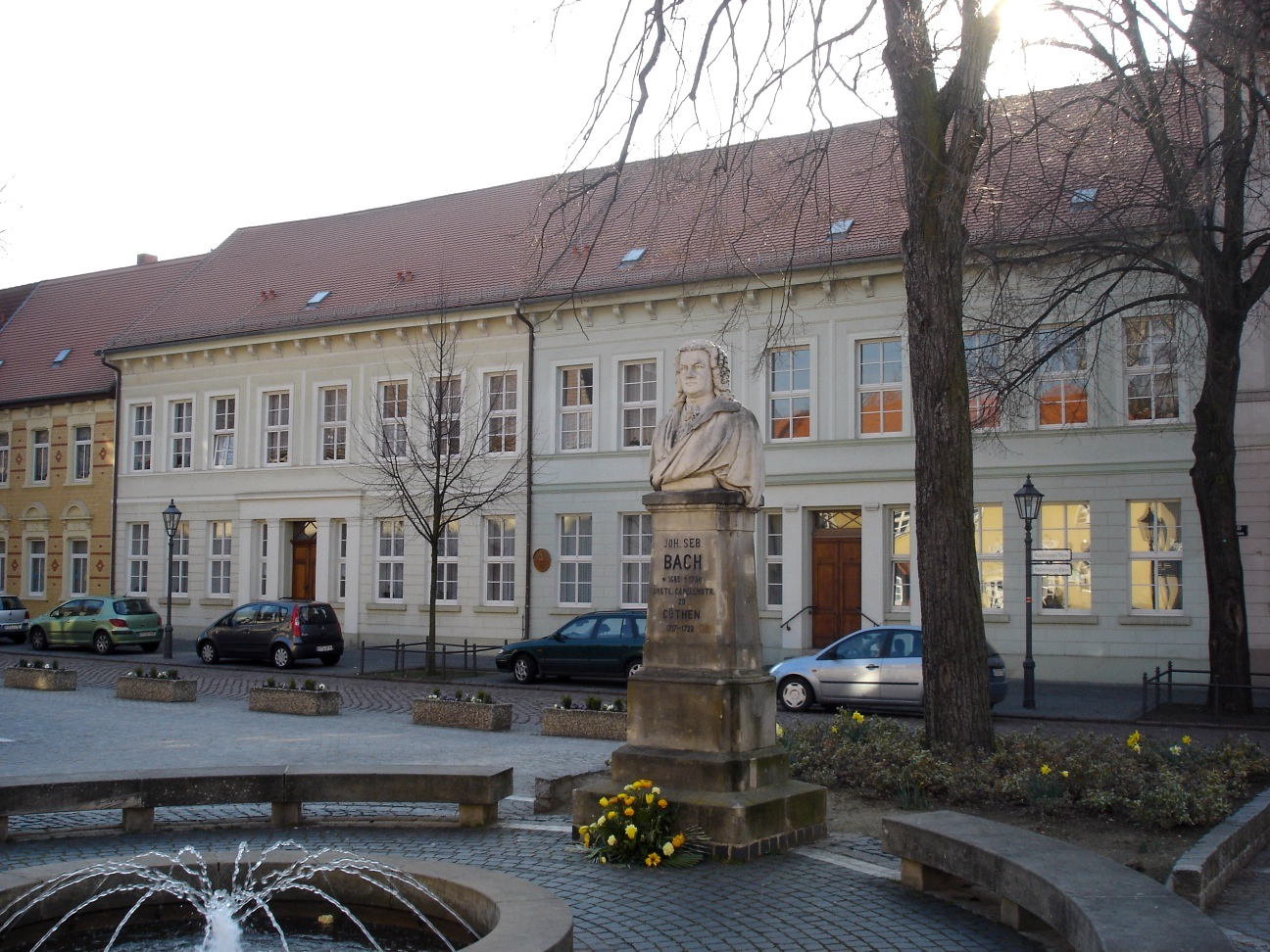
巴赫纪念碑

- 克滕，新墓园：烈士纪念碑（Ehrendenkmal）——纪念629名在第一次世界大战中倒下的克滕人以及225名在克滕军医院离世并在邻近的墓地（Gräberfeld）安息的士兵（219名德国人和6名俄罗斯人）的纪念建筑。[20][21]
- 克滕，新墓园：墓地（Gräberfeld）——第二次世界大战中361名死难者的墓地（无纪念碑或十字架），葬有247名士兵、36名平民、11名其他国家的战争死难者和25名未知者。 1944年7月和8月的106名轰炸牺牲者中有42人被埋葬在这里。[22][23]
- 克滕：巴赫纪念碑（Bachdenkmal）、哈内曼-卢策纪念碑（Hahnemann-Lutze-Denkmal）、路德维希侯爵纪念碑（Fürst-Ludwig-Denkmal）、瑙曼纪念碑（Naumann-Denkmal）、安格莉卡·哈特曼纪念碑（Angelika-Hartmann-Denkmal）、法西斯牺牲者纪念碑（OdF-Ausschüsse，OdF为Opfer des Faschismus的缩写）、苏维埃烈士纪念碑（Sowjetisches Ehrenmal）、犹太大屠杀牺牲者纪念牌匾（Gedenktafel der Shoa-Opfer，于1991年后消失）
- 巴斯多夫区（Ortsteil Baasdorf）：恩斯特·台尔曼纪念碑（Ernst-Thälmann-Denkmal）
- 栋多夫区（Ortsteil Dohndorf）：一名不知名的苏联战俘的坟墓，其为第二次世界大战期间强迫劳动的受害者
- 小维尔克尼茨区（Ortsteil Kleinwülknitz）：纪念1945年4月被党卫队谋杀的朗根施泰因-茨维贝格集中营死亡行军被关押者的纪念碑
- 维尔克尼茨区（Ortsteil Wülknitz）：五名集中营遇难者的墓地

### 定期活动

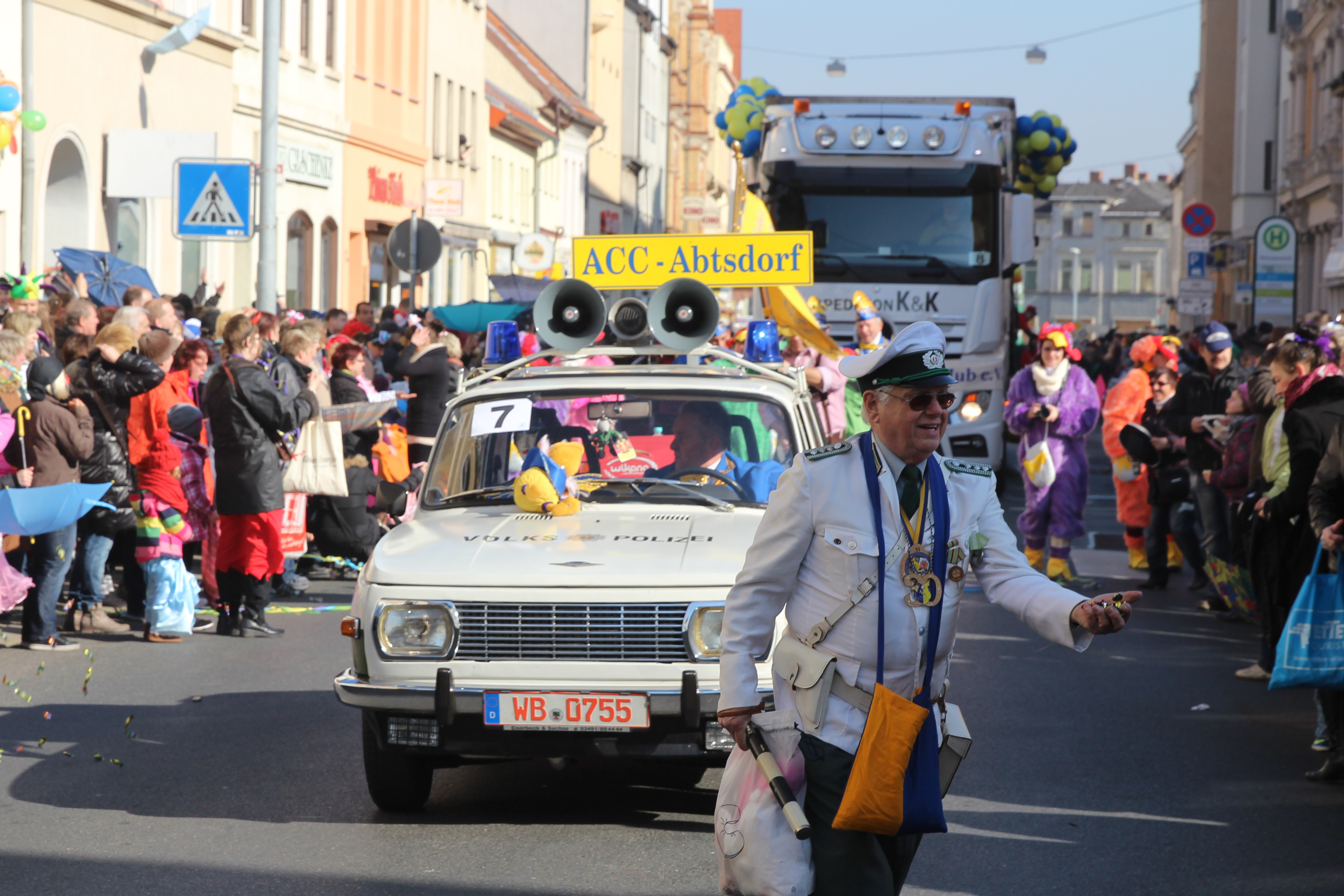
2014年的玫瑰星期一游行（Rosenmontagsumzug）

有着1954克滕第一狂欢节协会（1. Köthener Karnevalsgesellschaft 1954）的克滕被视作萨克森-安哈尔特州的狂欢节中心之一。

### 体育
当地有克滕日耳曼尼亚03足球俱乐部（Cöthener FC Germania 03）、克滕和睦足球俱乐部（FC Eintracht Köthen）、梅尔钦1920足球协会（FV 1920 Merzien）、克滕PSV05（PSV 05 Köthen）、克滕WSV05（WSV Köthen 05）等足球俱乐部。
手球协会克滕HG85（HG 85 Köthen）现比赛于中德手球高级联赛（Handball-Oberliga Mitteldeutschland）。
曲棍球协会02克滕曲棍球俱乐部（Cöthener Hockeyclub 02 (CHC 02)）现比赛于中德曲棍球高级联赛（Oberliga (Mitteldeutschland)，场地）与德国曲棍球乙级联赛东部赛区（2. Bundesliga Ost，室内）。
1443克滕特权射手协会（Privilegierte Schützengilde zu Cöthen von 1443）是中德历史最悠久的射手协会之一。
克滕第一网球俱乐部（1. TC Köthen）拥有6个网球场，是克滕最大的网球协会。

## 经济与基础设施

### 教育

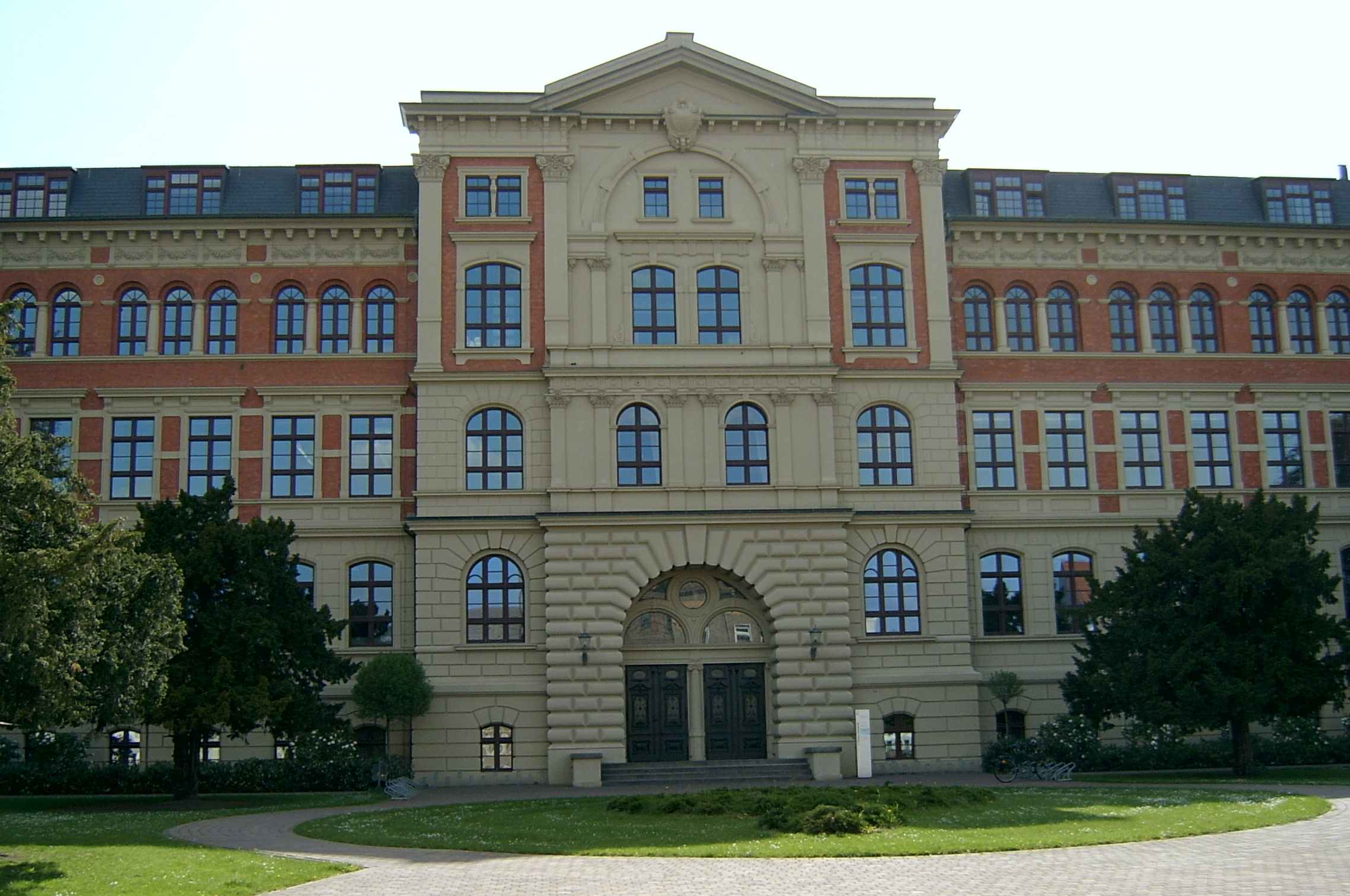
安哈尔特应用技术大学的主楼，前身为克滕应用技术大学（Technische Hochschule Köthen），建于1887年

安哈尔特应用技术大学的三个校区之一就位于克滕，克滕校区也是主校区，主要教授技术类专业的课程，学校的一部分为预科部，即国家大学预科（Landesstudienkolleg），外国学生在德国接受高等教育前需在此就读。该地还有克滕研究和技术转移中心（Forschungs- und Technologietransferzentrum Köthen (FTTZ)）和职业学校中心（Berufliches Schulzentrum）。
此外，克滕还有前克滕县（Kreis Köthen）唯一的高级文理中学，拥有1000多名学生的路德维希高级文理中学（Ludwigsgymnasium），以及最大的学习障碍学生学校之一，萨穆埃尔·哈内曼学校（Samuel-Hahnemann-Schule）。

### 交通

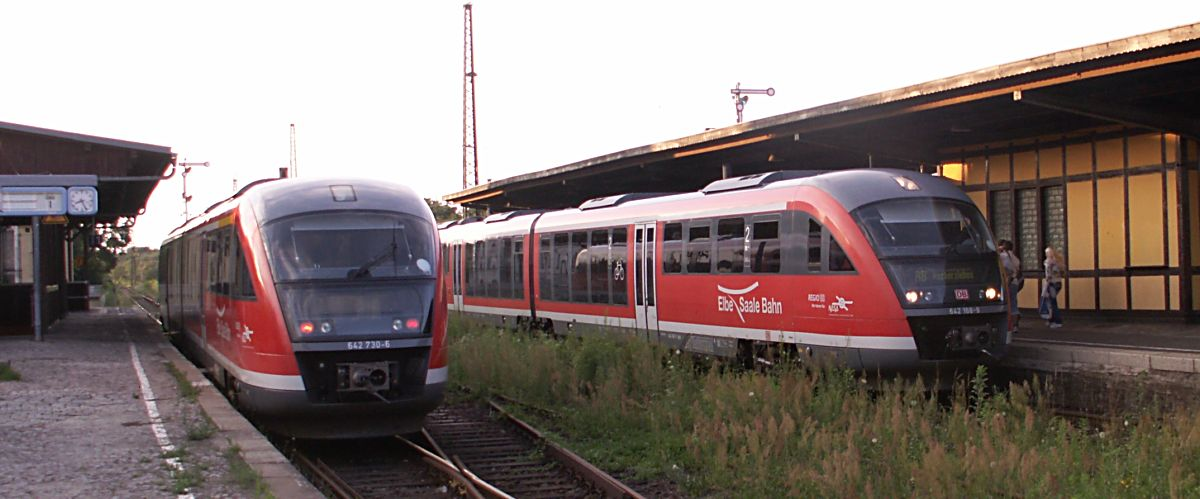
克滕火车站与短途交通列车（Nahverkehrszug）

作为德国最早的铁路线之一，德绍 - 克滕铁路（Bahnstrecke Dessau–Köthen）于1840年9月1日开通。在安哈尔特铁路公司分段扩张通过维滕贝格和于特博格后，该路线止于柏林安哈尔特火车站（Berlin Anhalter Bahnhof），而马格德堡-莱比锡铁路公司（Magdeburg-Leipziger Eisenbahn-Gesellschaft）亦于1840年6月19日开通萨勒河桥 - 克滕铁路线（Saalebrücke–Köthen），因此，克滕是德国第一个铁路枢纽之一。
克滕火车站现为莱比锡 - 莱比锡/哈雷机场 - 哈雷 - 马格德堡 - 不伦瑞克 - 汉诺威（ - 多特蒙德 - 科隆）或（ - 不来梅 - 奥尔登堡 - 埃姆登）线的城际列车长途交通车站（Fernverkehrshalt）。
克滕亦为马格德堡 - 克滕 - 哈雷线与阿舍斯莱本 - 贝恩堡 -  克滕  - 德绍线的区域交通（Regionalverkehr）站点。2007年12月9日前曾有一条到阿肯的区域列车路线（克滕 - 阿肯铁路）运营，今天该路线仅用于货运。
克滕的公共街道和广场上有3300多盏水银灯和钠灯。

### 当地企业
- 克滕起重机制造有限公司（Kranbau Köthen GmbH），1990年成立，该公司是格奥尔格斯马林许特控股有限公司（Georgsmarienhütte Holding GmbH）的一部分
- 克滕VKK标准锅炉有限公司（VKK Standardkessel Köthen GmbH）, 2001年由克滕预热器与锅炉制造有限公司（Vorwärmer- und Kesselbau Köthen GmbH）和伦特耶斯-法泽尔标准锅炉有限公司（Standardkessel Lentjes-Fasel GmbH）合并而成

## 其他

### 华语/华人相关

#### 流行文化
歌手汪蘇瀧的歌曲《巴赫旧约》的歌词中提到了此地的克滕宫，然而歌词却将其误作“克膝宫”。

#### 当地华人组织与团体
- 安哈尔特应用技术大学中国学生会
- 克滕华人基督团契（KCCF）

### 轶事
陶滕堡的卡尔·史瓦西天文台于1989年2月1日首次发现的小行星被命名为“克滕”（(10747) Köthen）。

## 文献
- 埃里希·达梅罗：《安哈尔特地区克滕城市图景》，H·布克哈德出版社，柏林 1925年（Erich Damerow: Cöthen in Anhalt, ein Städtebild. H. Burkhard, Berlin 1925）
- 金特·霍佩、维尔纳·格罗塞特、马蒂亚斯·弗罗因德尔、维克多·萨马尔金：《克滕1115-1949，四部分叙述城市历史》，克滕 1991年（Günther Hoppe, Werner Grossert, Matthias Freundel, Viktor Samarkin: Köthen (Anhalt) zwischen den Jahren 1115 und 1949. Vier Beiträge zur Stadtgeschichte. Köthen 1991）
- 金特·霍佩：《安哈尔特地区克滕图像与历史》，萨克斯出版社，博伊夏 1993年（Günther Hoppe: Köthen in Anhalt. Bilder einer Stadt und ihrer Geschichte. Sax-Verlag, Beucha 1993, ISBN 3-9802997-6-7）
- 金特·霍佩：《时代浪潮下的大众、企业与人物的历史——克滕编年史》，新媒体出版社，雷肯 1997年（Günther Hoppe: Die Geschichte von Menschen, Unternehmen und Persönlichkeiten durch die Epochen der Zeit – Chronik Köthen, Anhalt. Neomedia-Verlag, Reken 1997）
- 金特·霍佩：《克滕》，苏顿出版社，爱尔福特，1998年（Günther Hoppe: Köthen. Sutton, Erfurt 1998, ISBN 3-89702-079-3）
- 诺贝特·波斯特勒（文字）、乌尔夫·伯特歇尔（摄影）：《克滕》，城市图像出版社，莱比锡 2013年（Norbert Postler (Texte), Ulf Böttcher (Fotografien): Köthen. Stadt-Bild-Verlag, Leipzig 2013, ISBN 978-3-942146-44-9）
- 罗伯特·舒尔策：《安哈尔特地区克滕城市与历史指南》，克滕 1923年（Robert Schulze: Köthen in Anhalt, ein Führer durch die Stadt und ihre Geschichte. Köthen 1923）